# Baraonna (album)
Baraonna è il primo album dell'omonimo quartetto vocale italiano.

## Il disco
L'album contiene 11 canzoni originali e due cover, Come di di Paolo Conte, che il cantautore astigiano incise nell'album del 1984 Paolo Conte e Palcoscenico di Mario Castelnuovo, dall'album È piazza del Campo del 1985.
Tra gli altri, vi è il brano I giardini d'Alhambra presentato in occasione del Festival di Sanremo 1994 e con il quale i Baraonna si sono aggiudicati due importanti riconoscimenti: il Premio della Critica - Categoria Nuove Proposte e il Premio Fonopoli per il migliore arrangiamento, consegnato al maestro Peppe Vessicchio.

## Tracce
1. I giardini d'Alhambra
2. Niente swing
3. Cola
4. Ninna nanna d'argiento
5. Fuite
6. Mediterranea gente
7. Scaramacai
8. Come di
9. All'uriente
10. Fuga in re
11. Palcoscenico
12. Brigante
13. 1799

## I musicisti[1]
- Salvatore Corazza: batteria in I giardini d'Alhambra
- Massimo Buzzi:  batteria tranne in I giardini d'Alhambra
- Massimo Pizzale: basso in I giardini d'Alhambra
- Marco Camboni: basso tranne in I giardini d'Alhambra, contrabbasso
- Simone Sello: chitarre in I giardini d'Alhambra
- Alessandro Filindeu: chitarre in Niente swing e Mediterranea gente
- Tom Sinatra: chitarre in Cola, Ninna nanna d'argiento, Come di, brigante e 1799; mandolino in All'uriente
- Marco Salvati: tastiere in I giardini d'Alhambra
- Lilli Greco: tastiere tranne in I giardini d'Alhambra
- Arnaldo Vacca: percussioni
- Vito Caporale: pianoforte, tastiere
- Angela Caporale: pianoforte in Scaramacai
- Saharo Sorba: sax contralto
- Fulvio Caporale: voce recitante in 1799